# Pijavica
Koordinati:   43°28′33″N, 16°11′27″E
Pijavica je majhen nenaseljen otoček v Jadranskem morju. Pripada Hrvaški.
Pijavica leži v Drveničkem kanalu na sredi med otokoma Čiovo in Drvenik Veli. Površina otočka meri 0,011 km². Dolžina obalnega pasu je 0,61 km. Najvišja točka na otočku je visoka 8 mnm.